# Przemysław Brykalski
Przemysław Brykalski (ur. 20 sierpnia 1929 w Częstochowie, zm. 22 grudnia 1995 w Warszawie) – polski malarz.

## Życiorys
Studiował w Akademii Sztuk Pięknych w Krakowie (1946–1950) w pracowni Zygmunta Radnickiego i Zbigniewa Pronaszki oraz w Akademii Sztuk Pięknych w Warszawie (1950–1953) w pracowni Jana Cybisa. W Krakowie był członkiem Koła Samokształceniowego, założonym przez studentów ASP. Uczestniczył w przełomowej Ogólnopolskiej Wystawie Młodej Plastyki pod hasłem „Przeciw wojnie – przeciw faszyzmowi”, urządzonej w warszawskim Arsenale (1955), oraz w Konfrontacjach, organizowanych w Klubie Krzywego Koła (1960–1962). 

## Twórczość
Twórczość artysty z lat 50. i 60. była bliska abstrakcji ekspresyjnej, w latach 70. zarzucił malarstwo na rzecz tworzenia  form ceramicznych (prezentował je na wystawie Projekty i realizacje architektoniczne 1977). Pod koniec dekady powrócił do malarstwa, wykonał cykl malowideł ściennych Droga krzyżowa w kościele Opatrzności Bożej w Warszawie (1979–1988). Malował również graniczące z abstrakcją nastrojowe pejzaże (Krajobraz śródziemnomorski 1992, Krajobraz z architekturą 1993), prezentowane w warszawskiej galerii Kordegarda (1994).